# 채정우
채정우(1979년 7월 29일 ~ )는 대한민국의 성우로, 2015년 교육방송 성우극회 24기 공채로 입사했다. 2023년에 채아신으로 활동명을 개명했다.

## 출연 작품

### 다큐 및 교양
- 2015.08.09 EBS 세계의 눈 <로빈 윌리엄스>
- 2015.08.10 EBS 세계견문록 아틀라스 <중국 차(茶) 기행> 1부 쓰촨, 차의 탄생 - 해설
- 2015.08.11 EBS 세계견문록 아틀라스 <중국 차(茶) 기행> 2부 윈난, 소수민족과 차 - 해설
- 2015.08.12 EBS 광복 70주년 특별기획 <도쿄에는 특별한 곳이 있다> - 해설
- 2015.08.17 EBS 광복 70주년 특별기획 <한국교육 백년사> 1부 개화의 문을 열다
- 2015.08.18 EBS 광복 70주년 특별기획 <한국교육 백년사> 2부 제국의 교실
- 2015.08.19 EBS 광복 70주년 특별기획 <한국교육 백년사> 3부 학교, 희망을 쏘다
- 2015.08.28 EBS 하나뿐인 지구 <닭 한 마리 키워 보실래요?> - 해설
- 2015.09.12 EBS 세계의 눈 <911을 넘어서 세계무역센터>
- 2015.10.02 EBS 하나뿐인 지구 <야생동물이 배송되었습니다> - 해설
- 2015.10.09 EBS 하나뿐인 지구 <한강 위의 갈림길 신곡수중보> - 해설
- 2015.10.30 EBS 하나뿐인 지구 <이곳에 원전이 있다> - 해설
- 2015.11.06 EBS 하나뿐인 지구 <습지 생명을 품다> - 해설
- 2015.11.22 EBS 세계의 눈 <드론의 시대>
- 2015.12.18 EBS 하나뿐인 지구 <오대산의 겨울> - 해설
- 2015.12.25 EBS 하나뿐인 지구 <한 벌의 목숨, 모피> - 해설
- 2016.01.17 EBS 세계의 눈 <과학으로 본 지구>
- 2016.02.05 EBS 하나뿐인 지구 <지구인의 햇빛 사용법> - 해설
- 2016.02.20 EBS 세계견문록 아틀라스 <칼의 역사> - 해설
- 2016.02.21 EBS 세계의 눈 <재앙의 재구성 - 위버링겐 공중 충돌>
- 2016.02.26 EBS 하나뿐인 지구 <4년의 기록, 위기의 백두대간> - 해설
- 2016.02.28 EBS 세계의 눈 <재앙의 재구성 - 보팔 가스 폭발사고>
- 2016.03.11 EBS 하나뿐인 지구 <충격 르포! 강아지 공장에 가다> - 해설
- 2016.03.25 EBS 하나뿐인 지구 <세상 어디에도 없던 쓰레기 줍는 섬 여행> - 해설
- 2016.04.01 EBS 하나뿐인 지구 <실직동물> - 해설
- 2016.05.02 EBS 특별기획 통찰 <고전, 인간을 말하다! 오디세이아> 1부
- 2016.05.04 EBS 특별기획 통찰 <고전, 인간을 말하다! 오디세이아> 2부
- 2016.05.06 EBS 하나뿐인 지구 <지구의 경고, 사막화> - 해설
- 2016.05.13 EBS 하나뿐인 지구 <종자의 반란 GMO> - 해설
- 2016.05.20 EBS 하나뿐인 지구 <일터의 배신> - 해설
- 2016.07.01 EBS 하나뿐인 지구 <곤충은 알고 있다> - 해설
- 2016.09.16 EBS 하나뿐인 지구 <갈라파고스, 진화의 기억> - 해설
- 2017.06.19 EBS 다큐프라임 <행복한 주거 1부 그곳에 청년이 산다.>
- 2017.04.30, 2017.05.07 EBS 이것이 야생이다 제1화, 제2화 - 해설
- 2017 EBS 빅뱅차이나 - 6부작 해설
- 2017 EBS 과학다큐 비욘드 - 해설
- 대구MBC 특별 다큐멘터리 <인류지진, 당신의 고향이 사라진다> - 해설
- 2018.12.01~ OBS 지중해 <1부 문명의 시작> <2부 차이와 공존> - 해설
- 2019.03.01 EBS 3·1절 특집 - 제암리 100년의 기억 - 해설
- 2020.07.10 KBS1 다큐 On <생명의 부활, 갯벌> - 해설
- 2020.10.09 ~ 10.10 KBS1 다큐 On 다시 부는 녹색바람 <1부 그린 에너지를 돌아보다> <2부 에너지, 디지털을 입다> - 해설
- 2020.10.17 KBS1 다큐 On <국민기초생활보장제도 시행 20년-그래도 희망이다>
- 2022.11.07 EBS1 EBS 다큐프라임 <여성백년사 - 그때도 틀리고 지금도 틀리다 1부 - 신여성 내음새> - 성우
- 2022.11.09 EBS1 EBS 다큐프라임 <여성백년사 - 그때도 틀리고 지금도 틀리다 3부 - N번의 잘못> - 성우

### 애니메이션
- 돌진! 슈퍼가정부와 위험한 동네 (EBS) - 고릴라
- 어휘랑! 교과서 한자어를 찾아라 (EBS)
- 플라워링 하트 (EBS) - 남학생, 스탭, 플라워링 왕국 병사
- 한글이 야호 (EBS) - 표범 外
- 헬로 카봇 유니버스 (SBS) - 스팅

### 광고 / 홍보
- 로열 콘세르트허바우 오케스트라
- 이사만루 슈퍼스타 KBO
- 제노니아 4,5,온라인
- 천호 산수유

### 게임
- 킹스레이드 - 테오, 글라디, 플루스, 닉스, 자피르
- 레드로터스
- 트라하
- 영웅
- 하스스톤
- 제노니아 4, 5
- 언노운코드
- 이사만루 슈퍼스타 KBO
- 이터널 리턴 - 버니스

### 방송
- 부모 60분 (EBS)
- 똑똑!우리몸X파일 (EBS)
- 속담이 야호 (EBS)
- 수학이 야호 (EBS)

### 라디오
- 서현진의 오후 N 음악 (EBS) - 인서트, 시 낭독
- EBS 라디오 북카페 (EBS)
- 2015.05.18 ~ 2015.05.30 EBS 낭독A (EBS) 무라카미 하루키 作 무라카미 하루키의 단편소설과 에세이들 - 양사나이, 노인 外
- 2015.05.25 ~ 2015.06.13 EBS 낭독A (EBS) C.S 루이스 作 나니아 연대기 <마법사의 조카> - 아슬란, 마부 外
- 2015.06.22 ~ 2015.07.11 EBS 낭독A (EBS) C.S 루이스 作 나니아 연대기 <사자와 마녀와 옷장> - 에드워드, 아슬란 外
- 2015.07.13 ~ 2015.08.08 EBS 낭독A (EBS) 빅토르 위고 作 파리의 노트르담
- 2015.08.09 ~ 2015.08.29 EBS 낭독A (EBS) J.D 샐린저 作 호밀밭의 파수꾼
- 2016.02.15 EBS 낭독A (EBS) 테마명작관: 공정민의 낭독, 가족 (1) 오헨리 作 인생유전
- 2016.02.16 ~ 2016.02.17 EBS 낭독A (EBS) 테마명작관: 공정민의 낭독, 가족 (2) 모파상 作 쥘르 삼촌
- 니하오 차이나 (EBS)

### 오디오북
- 1004호 그녀 (Audien) - 건혁
- 감자 (Audien)
- 강감찬 (Audien)
- 견훤 (Audien)
- 고선지 (Audien)
- 공민왕 (Audien)
- 광개토대왕 (Audien)
- 광염소나타 (Audien)
- 궁예 (Audien)
- 근초고왕 (Audien)
- 긍정 (Audien)
- 김대성 (Audien)
- 김부식 (Audien)
- 김수로왕 (Audien)
- 김시습 (Audien)
- 김유신 (Audien)
- 날개 (Audien)
- 남장백작 (Audien) - 프레이즈
- 녹슨 상자 (Audien) - 은제운
- 단군왕검 (Audien)
- 대립토론 (Audien)
- 대조영 (Audien)
- 도가니 (Audien)
- 돈키호테 (Audien)
- 동명왕 (Audien)
- 동행 (Audien)
- 뒤바뀐 신부 (Audien) - 강진욱
- 리더십 특강 (Audien)
- 맥베스 (Audien)
- 모순 (Audien)
- 묘청 (Audien)
- 무림수사대 (Audien) - 강산
- 무아 (Audien) - 강하
- 무정 (Audien)
- 문무왕 (Audien)
- 문익점 (Audien)
- 미술관의 쥐 (Audien)
- 미스터 쥬델 (Audien) - 이우정
- 박제상 (Audien)
- 박혁거세 (Audien)
- 배따라기 (Audien)
- 부자 에너지 (Audien)
- 부하직원들이 당신에게 알려주지 않는 진실 (Audien)
- 산소편지 (Audien)
- 삽질 정신 (Audien)
- 상록수 (Audien) - 박동혁
- 생각의 설계 (Audien)
- 선덕여왕 (Audien)
- 성공 레슨 (Audien)
- 성삼문 (Audien)
- 세종대왕 (Audien)
- 스위트 스팟 (Audien)
- 스타일 (Audien)
- 시즈 (Audien) - 노예상인
- 야간 비행 (Audien)
- 약혼 8년차 (Audien) - 편집장
- 어른으로 산다는 것 (Audien)
- 얼음나무 숲 (Audien) - 콜롭스
- 에릭슈미트 (Audien)
- 여자의 일생 (Audien)
- 연개소문 (Audien)
- 열락의 정원 (Audien) - 명아주
- 온조왕 (Audien)
- 왕건 (Audien)
- 왕의 투쟁 (Audien)
- 유이화 (Audien)
- 유혹 (Audien) - 안정후
- 윤관 (Audien)
- 워딩파워 (Audien)
- 을지문덕 (Audien)
- 이기려면 뻔뻔하라 Winner's Principle (Audien)
- 이색 (Audien)
- 이성계 (Audien)
- 일연 (Audien)
- 장보고 (Audien)
- 장영실 (Audien)
- 적과 흑 (Audien)
- 정도전 (Audien)
- 정몽주 (Audien)
- 조광조 (Audien)
- 주홍글씨 (Audien) - 아서 딤스데일
- 진흥왕 (Audien)
- 최무선 (Audien)
- 최변호사 (Audien) - 김윤도
- 최영 (Audien)
- 최충헌 (Audien)
- 최치원 (Audien)
- 충선왕 (Audien)
- 초심 (Audien)
- 캔들 플라워 (Audien)
- 토박이아저씨가 들려주는 재미있는 서울이야기 (Audien)
- 파시 (Audien)
- 푸른 장미 (Audien) - 강현민
- 하얀 기억 속의 너 (Audien)
- 햄릿 (Audien)
- 홍길동전 (Audien) - 홍길동
- 황당매너 51 (Audien)
- 황희 (Audien)
- 혜초 (Audien)
- 훔쳐라 (Audien)
- 타인들 속에서 (Audien) - 다니엘 마르코바, 윌리엄 (윔)
- 서재의 시체 (네이버 오디오클립) - 집사, 베이즐 블레이크, 클레멘트, 조지 바틀렛, 마크 개스켈, 레이먼드 스타
- [스토리텔 로맨스 리커버 에디션] 두근두근 네가 좋아서 (스토리텔)
- 우리가 이 도시의 주인공은 아닐지라도 (스토리텔)
- 어서 와, 이런 정신과 의사는 처음이지? (스토리텔)
- 하버드 협상 강의 : 하버드는 왜 협상에 주목할까? (스토리텔)
- 반인간선언 (스토리텔)
- 보물섬 (스토리텔)
- 뭐든 다 배달합니다 (스토리텔)
- 어린이 삼국지 1 : 영웅의 탄생 (스토리텔)
- 어린이 삼국지 2 : 관도 대전 (스토리텔)
- 어린이 삼국지 3 : 적벽 대전 1 - 전쟁의 시작 (스토리텔)
- 어린이 삼국지 4 : 적벽 대전 2 - 삼국의 성립 (스토리텔)
- 어린이 삼국지 5 : 천하 통일 (스토리텔)
- 야간비행 (스토리텔)
- 오페라의 유령 (스토리텔)
- 게으름: 거룩한 삶의 은밀한 대적 (스토리텔)
- 드라큘라 (스토리텔)
- 떠도는 마음 사용법 (윌라 오디오북)
- 두 번째 지구는 없다 (윌라 오디오북)

### 오디오 드라마
- 스위치 블레이드 (Ssoop) - 탁원창
- 그래도 되는家 (VoiceStory) - 최장성 外 (2015)
- 코드네임: 아나스타샤 上 (ACO) - 윤종우 外 (2017)
- 코드네임: 아나스타샤 下 (ACO) - 윤종우 外 (2018)
- 키스톤 로맨틱 콤비 (ACO) - 박선우, 코치, 심판, 고깃집 사장 外 (2018)
- 펄 (perle) (ACO) - 코넬, 로베르 대공, 조니 에르하르트 外 (2019)
- 산발 散發 (ACO) - 석지열 (2019)
- 토요일의 주인님 (ACO) - 박연철 (2020)
- 보고싶어, 루시퍼 (밤바다) - 스위트 데빌즈 대표 外 (2020)

### 채티 오디오 드라마 (괴담) 시즌2(네이버 오디오클립)
- 나는 살인마가 되기로 했다 - 그놈 역 外 (2020)
- 육식주의자 - 아빠 역 (2020)
- 너 친구 없지 - 정신과 의사 역 (2020)
- 시체닦기 - 박동진 역 外 (2020)
- 아래층 택배 - 2층 남자 역 (2020)
- 미세먼지 정화식물 - 의사 역 外 (2020)
- 싸이코패스가 사랑하는 법 - 경찰 역 (2020)